# Stellifer stellifer
Stellifer stellifer es una especie de pez de la familia Sciaenidae en el orden de los Perciformes.

## Morfología
• Los machos pueden llegar alcanzar los 14,2 cm de longitud total.

## Hábitat
Es un pez de clima tropical y demersal que vive hasta los 35 m de profundidad.

## Distribución geográfica
Se encuentra en el  Atlántico occidental: desde el oeste de Venezuela hasta el Brasil.

## Observaciones
Es inofensivo para los humanos.